# 美丘
《美丘》（みおか）是日本作家石田衣良的一部小說，故事2004年12月開始至2006年2月於雜誌『野性時代』上連載，2006年10月角川書店將故事結集成小說本發行。

## 小說內容簡介
這是橋本太一和北村洋次、笠木邦彥、五島麻理及佐佐木直美五位死黨的故事。漂亮體貼家世出眾的的麻理相當受男生歡迎，她選擇與太一在一起。然而太一與某位女孩的相遇，導致二人因此分手…
那個女孩名叫美丘。第一次相遇在學校頂樓。第二次相遇在學校餐廳裡。因為太一的關係，美丘慢慢和五人團體熟稔起來。不知不覺中太一漸漸喜歡上美丘，當他向美丘告白的那一刻，得知美丘心中的秘密…

## 主要人物
- 以下记述以小说版为准。电视剧版的不同之处详见下文。

峰岸美丘
本作女主角。明知大学二年级学生，文学专业。自由奔放，不拘小节，有着“一旦说出口的话就必定要做到底”的个性。
小时候曾遭遇车祸，在进行脑部手术时被移植了受污染的硬膜，感染了克雅二氏病。由于该病不知何时会发作，因此对于“生”以及“保持自我”异常执著。发病后逐渐失去记忆及行动力，最后仅剩眼部可活动。
桥本太一
本作男主角，旁白。明知大学二年级学生，经济学专业，喜欢读书及朋克音乐。
原本与麻理交往，却渐渐被美丘所吸引，最后与麻理分手。在得知了美丘的病后仍然与她同居，并始终支持着她。
是美丘“曾经活过的证人”，在美丘完全无法活动后决心履行与她的约定。
五岛麻理
明知大学二年级学生。太一等人的小组的一员，家庭富裕，常为小组活动提供各种方便。
典型的日式美女，待人有礼，但城府很深，喜怒不形于色，太一形容为“冰之王女”。
原本与太一交往，但太一爱上美丘之后与她分手。与美丘间的关系一度非常紧张，但在得知了美丘的病后与她冰释前嫌，并与其他人一起为守护美丘而努力。
佐佐木直美
明知大学二年级学生，太一等人的小组的一员。
个性谨慎，小组讨论时常会掏出笔记本来记录，同时又非常爱哭。
北村洋次
明知大学二年级学生，太一等人的小组的一员。福岛县出身，家中世代酿酒。
性格稳重，是小组的领导般的存在。
笠木邦彦
明知大学二年级学生，太一等人的小组的一员。
性格较为轻浮。

## 電視劇
2010年7月日本電視台將其故事改編成電視劇，由吉高由里子主演，逢星期六晚日本時間九時播映。今次是吉高由里子初次主演電視劇，亦是此劇集時段自2008年4月極道鮮師3（仲間由紀惠主演）以來再次由女性主演電視劇。

### 演員表
- 峰岸美丘：吉高由里子（粵語配音：黃紫嫻）
- 橋本太一：林遣都（粵語配音：曹啟謙）
- 笠木邦彦：勝地涼（粵語配音：張裕東）
- 五島麻理：水澤惠麗奈（粵語配音：成瑤孆）
- 北村洋次：夕輝壽太（粵語配音：關令翹）
- 佐佐木直美：中村靜香
- 高梨宏之：谷原章介（粵語配音：翟耀輝）
- 峰岸幸子：大島蓉子
- 峰岸修三：渡邊憲吉
- 峰岸靜江：佐佐木澄江
- 峰岸始：寺脇康文（特別演出）（粵語配音：張錦江）
- 峰岸佳織：真矢美季（粵語配音：沈小蘭）

### 工作人員
- 原作：石田衣良「美丘」（角川文庫刊）
- 劇本：梅田美香
- 音樂：菅野祐悟
- 總製作人：田中芳樹
- 製作人：加藤正俊、小泉守
- 導演：豬股隆一、山下學美、佐久間紀佳
- 製作出品：日本電視台

### 主題曲
- 福山雅治「螢」（Universal J）

### 各集播出時間及副題
| 集數                                                                      | 標題（日文原文） | 播出日期   | 收視率 |
| ------------------------------------------------------------------------- | ---------------- | ---------- | ------ |
| 1                                                                         |                  | 2010/07/10 | 8.8%   |
| 2                                                                         |                  | 2010/07/17 | 10.4%  |
| 3                                                                         |                  | 2010/07/24 | 8.0%   |
| 4                                                                         |                  | 2010/07/31 | 9.5%   |
| 5                                                                         |                  | 2010/08/07 | 10.4%  |
| 6                                                                         |                  | 2010/08/14 | 8.9%   |
| 7                                                                         |                  | 2010/08/21 | 9.7%   |
| 8                                                                         |                  | 2010/09/04 | 10.2%  |
| 9                                                                         |                  | 2010/09/11 | 10.6%  |
| 10                                                                        |                  | 2010/09/18 | 10.5%  |
| 平均收視率 9.7%（以上收視率為日本關東地區數據，由Video Research所調查。） |                  |            |        |

- 第一集加長15分鐘
- 2010年8月28日因播放24小時電視而停播一周。

### 小说与电视剧的不同之处
- 原作较为大胆，出现了不少性方面的描写，而电视剧版则趋向于纯爱。
- 原作中人物均为大学二年级学生，电视剧版则为三年级。
- 原作中太一喜欢朋克音乐，电视剧版则未有涉及。
- 原作中美丘有一个姐姐，电视剧版中则没有这个人物。
- 原作中并未描写到佐佐木直美是否有男友，电视剧版则有一个劈腿的男友。
- 原作中美丘、太一等人与前来搭讪的流氓职员打架，电视剧版中则是美丘独自一人与佐佐木直美的男友打架。
- 原作并未触及美丘名字的由来，电视剧版中则解释为是美丘的父亲向美丘的母亲求婚的地方。
- 原作中美丘所患的是克雅二氏病，电视剧版中则是罕见的不知名疾病。
- 原作中，美丘是在与太一同居后才发病，电视剧版则是一开始就已患病。
- 原作中美丘并无特定主治医生，电视剧版则虚构了一个高梨医生。

## 資料來源
1. ↑  .   [2015-01-12]. （原始内容存档于2019-05-02）.

## 外部連結
- （日語）日本電視台　美丘-你在此的每天- （页面存档备份，存于）

## 節目的變遷
| 日本日本電視台 日本電視台週六連續劇 | 日本日本電視台 日本電視台週六連續劇          | 日本日本電視台 日本電視台週六連續劇 |
| ----------------------------------- | -------------------------------------------- | ----------------------------------- |
|                                     | 美丘-你在此的每天- （2010.7.10 - 2010.9.18） |                                     |
| 怪物王子 （2010.4.17 - 2010.6.12）  | Q10 （2010.10.16 - 2010.12.11）              |                                     |

| 香港 無綫劇集台 星期六 17:30-19:15 | 香港 無綫劇集台 星期六 17:30-19:15 | 香港 無綫劇集台 星期六 17:30-19:15                        |
| ---------------------------------- | ---------------------------------- | --------------------------------------------------------- |
|                                    | 美丘 （2011.08.13 - 2011.09.10）   |                                                           |
| （2011.08.06）                     | （2011.09.17 - 2011.10.08）        |                                                           |
| 香港 高清翡翠台 星期日09:00-11:00  |                                    |                                                           |
| （2012.09.23 - 2012.10.28）        | 美丘 （2012.11.04 - 2012.12.09）   | 決定不哭的日子 （2012.12.16 - 2013.01.13） （2013.01.20） |

| 緯來日本台 週一至週五 22:00至23:00（9月26日至9月28日23:00至24:00撥出） | 緯來日本台 週一至週五 22:00至23:00（9月26日至9月28日23:00至24:00撥出）         | 緯來日本台 週一至週五 22:00至23:00（9月26日至9月28日23:00至24:00撥出） |
| ---------------------------------------------------------------------- | ------------------------------------------------------------------------------ | ---------------------------------------------------------------------- |
|                                                                        | 美丘 （2012.09.17 - 2012.09.28）                                               |                                                                        |
| 幸福送行者 （2012.09.03 - 2012.09.14）                                 | 媽媽們的戰爭 （2012.10.02 - 2012.10.16） 22:00至23:00 平日綜藝（23:00至24:00） |                                                                        |